# Прокофьев, Фёдор Васильевич
Фёдор Васильевич Прокофьев (1915—1994) — участник Великой Отечественной войны, командир танка 28-го отдельного танкового полка 7-й армии Северо-Западного фронта. Герой Советского Союза (1940).

## Биография
Родился 12 мая (25 мая по новому стилю) 1915 года на хуторе Аул области Войска Донского, ныне Родионово-Несветайского района Ростовской области в крестьянской семье. Русский.
Образование неполное среднее. В 1931 году поступил в школу горнопромышленного ученичества в Шахтах, которое закончил в 1933 году. Работал на шахте в городе Новошахтинске Ростовской области сначала помощником машиниста врубовой машины, а затем и машинистом.
Службу в Красной Армии начал в мае 1937 года, попав в танковые войска Северо-Кавказского военного округа. Участник советско-финской войны 1939—1940 годов. Член ВКП(б)/КПСС с 1941 года.
Командир танка младший командир Фёдор Прокофьев в марте 1940 года в бою за город Нисалахти на Карельском перешейке проявил мужество и самоотверженность, нанёс врагу большой урон в живой силе и технике. Оставшись из экипажа один в подбитом танке, раненый, он продолжал вести бой в течение семи суток. После ранения долгие месяцы Прокофьев провел в госпитале. Ему ампутировали ступни ног.
С 1941 по 1975 годы Фёдор Васильевич находился на партийно-хозяйственной работе в городах Новошахтинск, Алма-Ата, Ростов-на-Дону, Шахты. В 1954 году окончил Высшую партийную школу при ЦК КПСС. 13 лет проработал в городе Шахты секретарем Ленинского райкома КПСС. С 1958 по 1975 годы работал в комбинате «Ростовшахтострой» в должности начальника отдела руководящих кадров. C мая 1975 года Прокофьев находился на пенсии.
Жил в городе Шахты Ростовской области. Умер 18 января 1994 года, похоронен на Центральном кладбище в Шахтах.

## Награды
- Указом Президиума Верховного Совета СССР от 21 марта 1940 года «за образцовое выполнение боевых заданий командования на фронте борьбы с финской белогвардейщиной и проявленные при этом отвагу и геройство» младшему командиру Прокофьеву Фёдору Васильевичу присвоено звание Героя Советского Союза с вручением ордена Ленина и медали «Золотая Звезда» (№ 159).
- Награждён орденом Отечественной войны 1-й степени (1985), медалями.

## Память
- В 1967 году Прокофьев Ф. В. участвовал в закладке письма потомкам 2017 года[1][2].